# Сважендз
Сважендз (пољ. Swarzędz) град је у Пољској у Војводству великопољском. По подацима из 2012. године број становника у месту је био 31 100.

## Становништво
| 2012.  |
| ------ |
| 31 100 |